# NMソルト
株式会社NMソルト（エムエヌソルト、英文名称NM SALT Corporation.）は、三井物産と南海化学工業により共同出資により設立された、和歌山市に本社を置く製塩メーカーである。

## 事業内容
- 塩の製造・加工・販売事業

## 沿革
- 2002年8月 - 南海化学工業と三井物産の共同出資により設立。

## 役員
- 代表取締役社長 室井真澄
- 取締役 濵端政次
- 取締役 川上隆司
- 取締役 榎本至洋
- 監査役 小倉将紀